# François-Joseph Scohy
François-Joseph Scohy (Gilly, 26 september 1831) – Lillois, 27 juli 1881) was een Belgische militaire arts en archeoloog.
Hij studeerde geneeskunde en natuurwetenschappen aan de Katholieke Universiteit Leuven. Op 15 oktober 1852 trad hij, als student geneeskunde, in militaire dienst.

## Mammoet van Lier

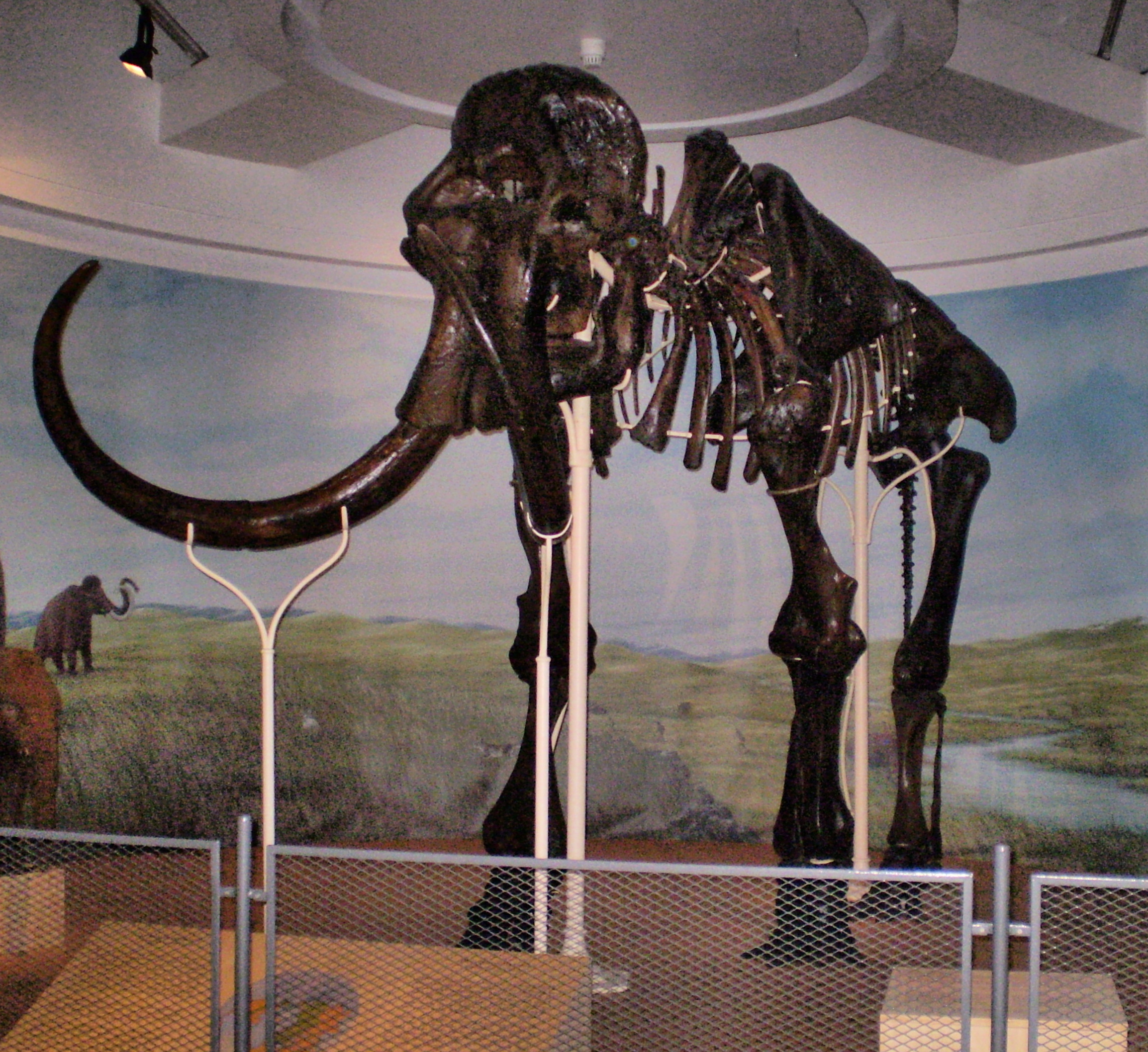
Mammoet van Lier, Museum voor Natuurwetenschappen

Op 28 februari 1860 werden in Lier, waar Scohy als legerarts gestationeerd was, op 150 m van de Mechelse Poort, beenderen van abnormaal grote afmetingen gevonden. Scohy herkende de beenderen als onder andere afkomstig van een wolharige mammoet en zag het belang van de vondst in. Hij publiceerde er op 31 maart van dat jaar een artikel over in de Bulletins de l'Académie Royale de Belgique.
De mammoet van Lier werd in 1869 voor het eerst aan het publiek getoond.

## Publicaties
- Sur les ossements fossiles découverts à Lierre le 28 février 1860 (31 maart 1860)
- Introduction à l'histoire générale de la médecine (1867)